# Sepia carinata
Sepia carinata är en bläckfiskart som beskrevs av Sasaki 1920. Sepia carinata ingår i släktet Sepia och familjen Sepiidae. IUCN kategoriserar arten globalt som otillräckligt studerad. Inga underarter finns listade i Catalogue of Life.